# 古斯塔沃·卡埃塔诺-阿诺里斯
古斯塔沃·卡埃塔诺-阿诺里斯（西班牙語：Gustavo Caetano-Anollés，1955年—）是一位阿根廷裔美国生物信息学家，伊利诺伊大学厄巴纳-香槟分校教授，专攻进化生物学和比较基因组学。